# Контрада Кампорота (Мачерата)
Контрада Кампорота (итал. Contrada Camporota) насеље је у Италији у округу Мачерата, региону Марке.
Према процени из 2011. у насељу је живело 29 становника. Насеље се налази на надморској висини од 179 м.